# Josef Vostrý
Josef Vostrý je bývalý český fotbalista, záložník.

## Fotbalová kariéra
Do Teplic přišel v roce 1945 ze Slavoje IX. V československé lize hrál za Teplice. V lize odehrál 97 utkání a dal 16 gólů.

## Ligová bilance
| Ročník                                     | Zápasy | Góly | Klub               |
| ------------------------------------------ | ------ | ---- | ------------------ |
| Státní liga 1948                           | 12     | 0    | Sokol Teplice      |
| Celostátní československé mistrovství 1949 | 25     | 4    | Technomat Teplice  |
| Celostátní československé mistrovství 1950 | 25     | 4    | Technomat Teplice  |
| Mistrovství československé republiky 1951  | 25     | 6    | Vodotechna Teplice |
| Mistrovství československé republiky 1952  | 11     | 2    | Ingstav Teplice    |
| CELKEM                                     | 98     | 16   |                    |